# Malleret-Boussac
Malleret-Boussac település Franciaországban, Creuse megyében. Lakosainak száma 179 fő (2022. január 1.). Malleret-Boussac Bétête, Boussac-Bourg, Bussière-Saint-Georges, Clugnat, Nouzerines, Saint-Silvain-Bas-le-Roc és Toulx-Sainte-Croix községekkel határos.

## Népesség
A település népességének változása:
| Lakosok száma | 447  | 294  | 268  | 233  | 230  | 203  | 193  | 187  | 182  | 179  |
|               | 1968 | 1982 | 1990 | 2006 | 2013 | 2015 | 2017 | 2019 | 2020 | 2022 |